# Johans Daniels Felsko
Johans Daniels Felsko (né le 30 octobre 1813 à Riga - mort le 7 octobre 1902 à Riga) est un architecte de l'Empire russe.

## Galerie

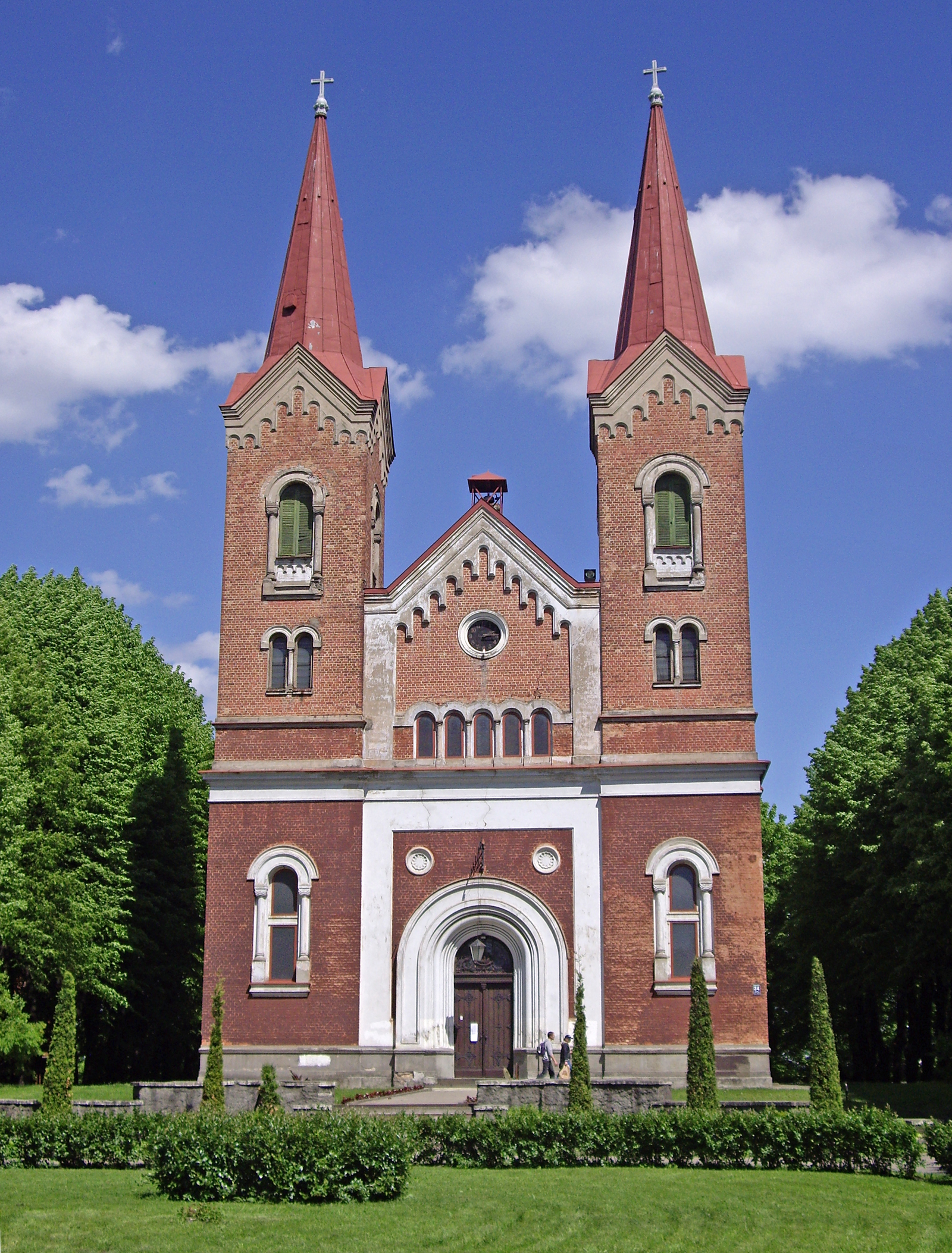
Église Saint-Martin
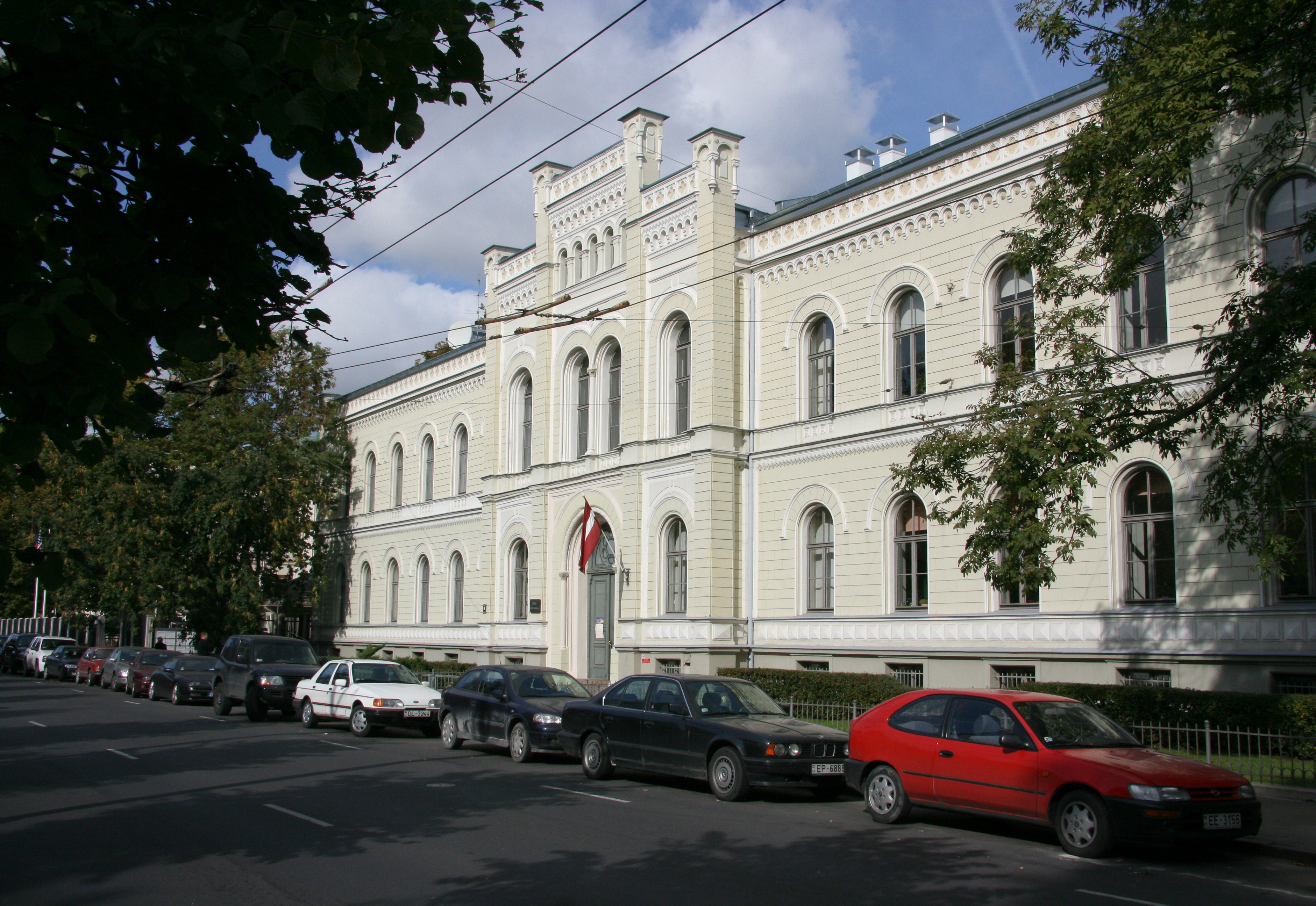
Rīgas Valsts 1. ģimnāzija
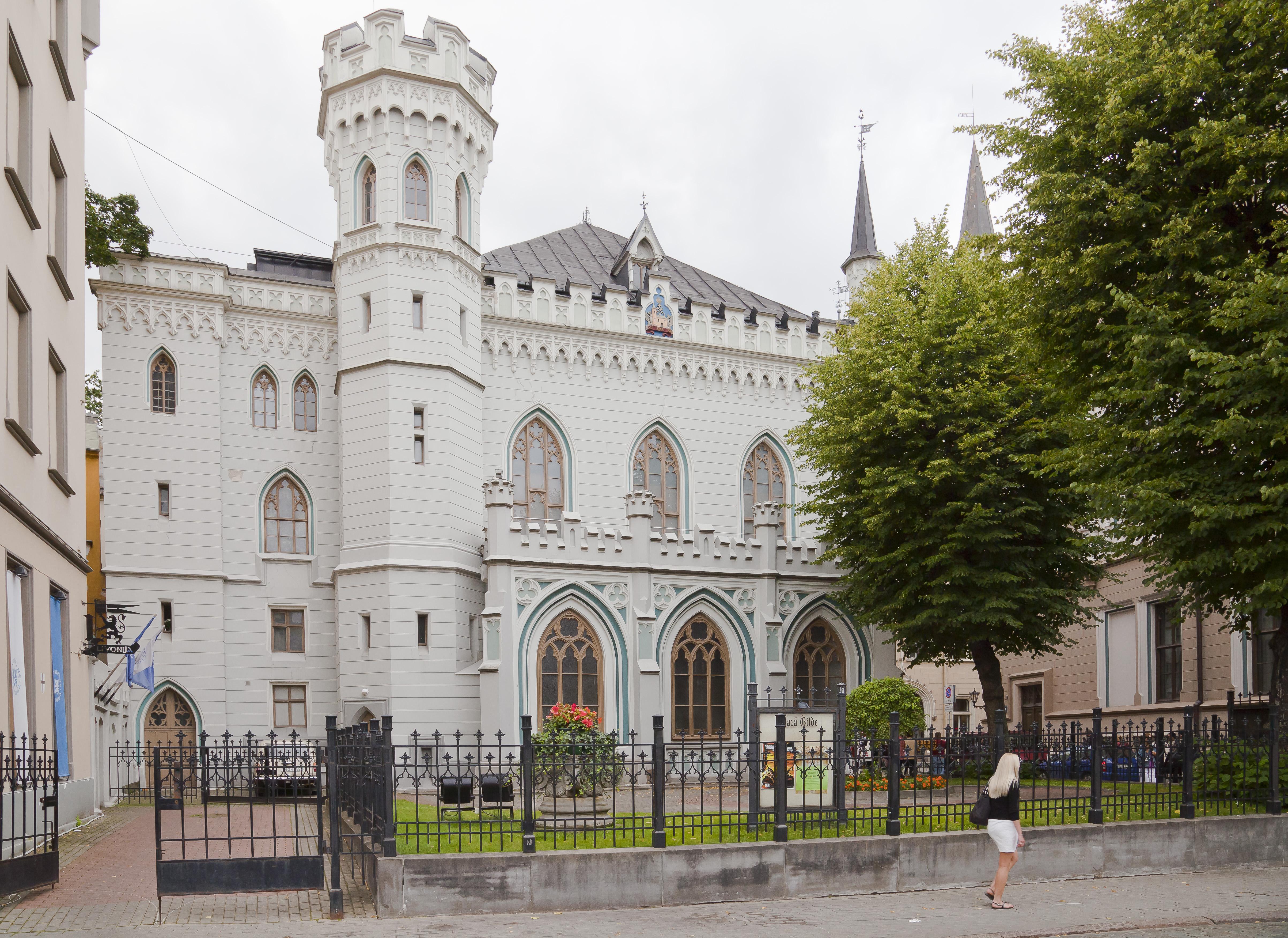
Petite Guilde de Riga
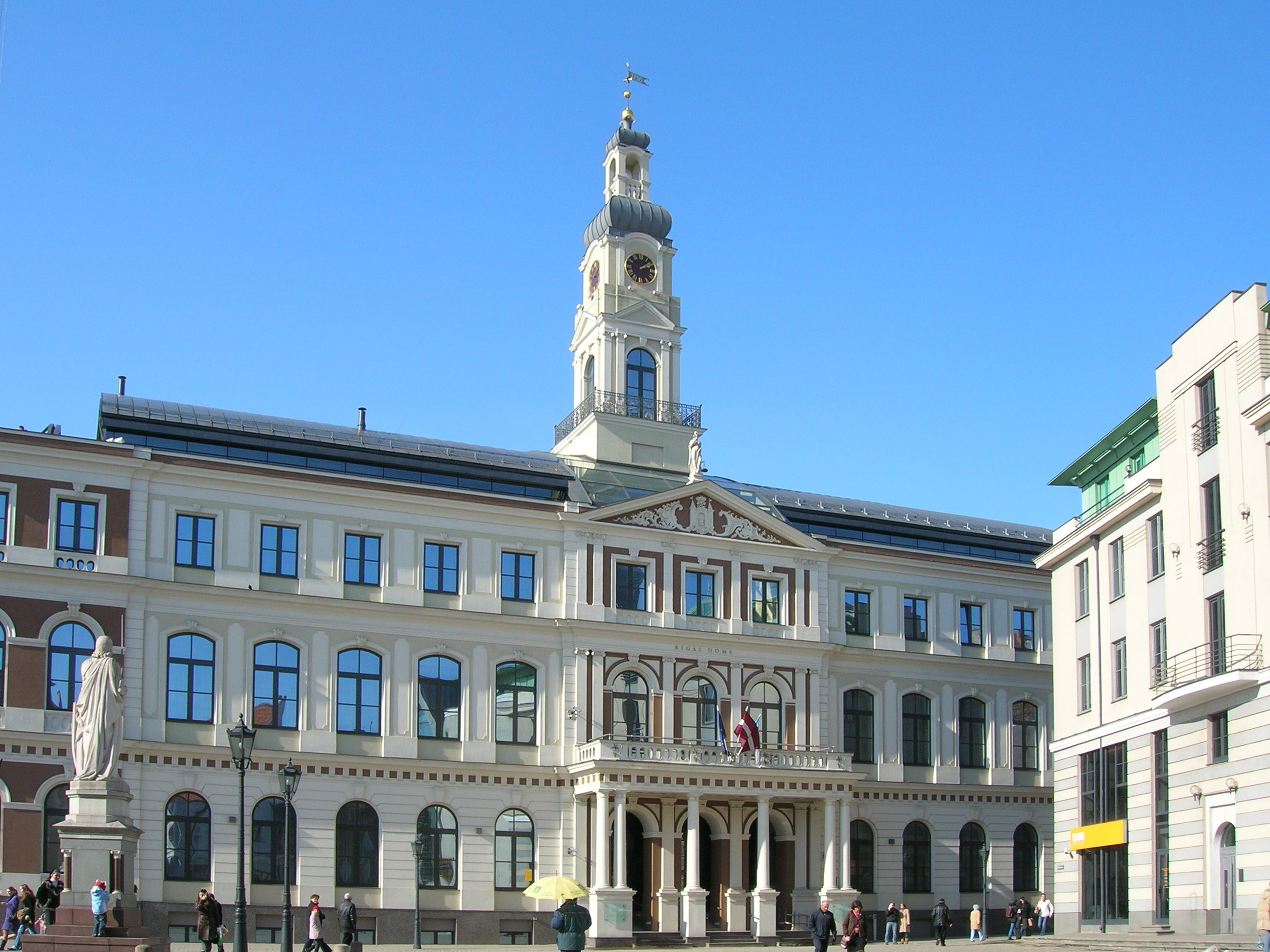
Mairie de Riga
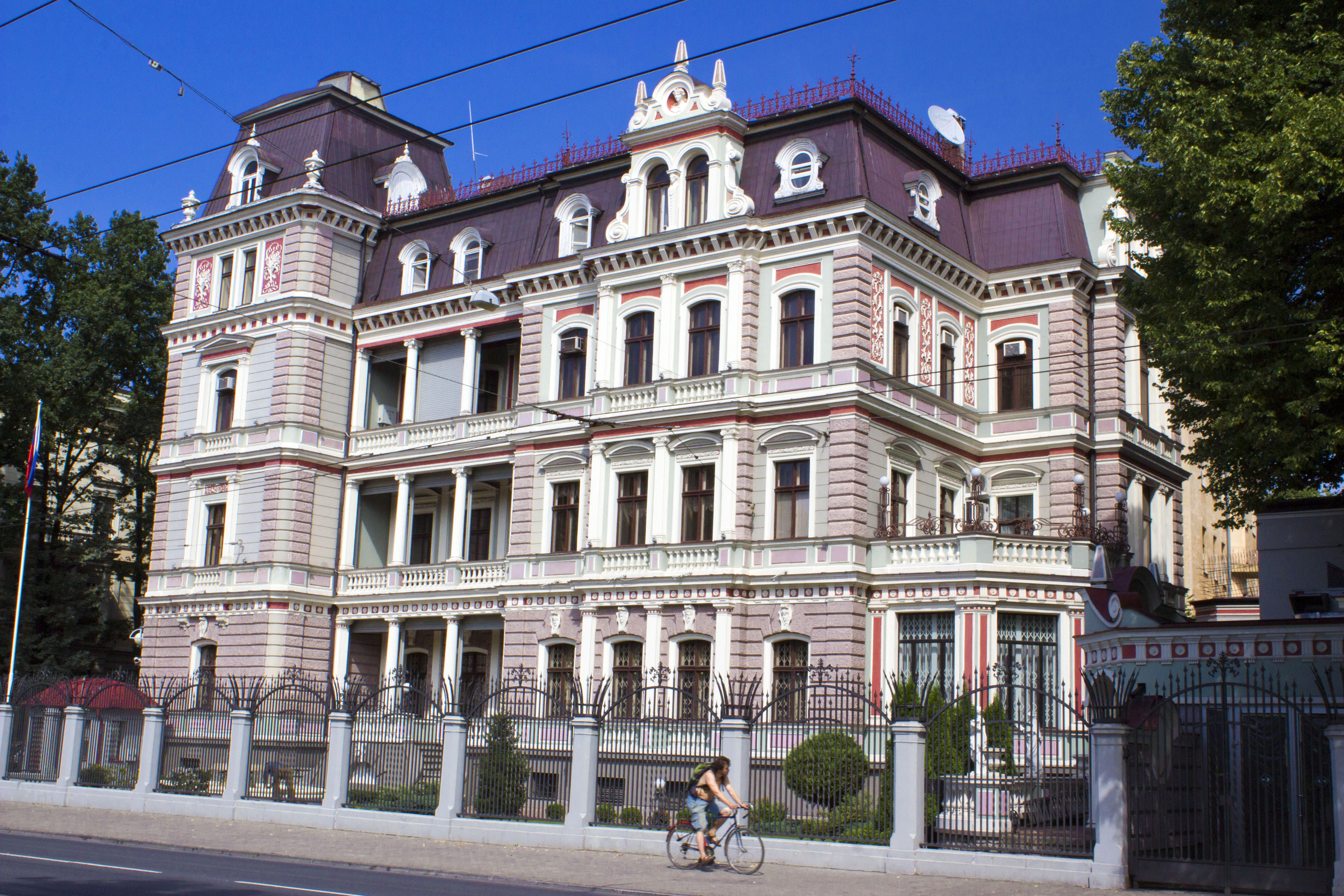
Ambassade de Russie à Riga